# اروتیسم

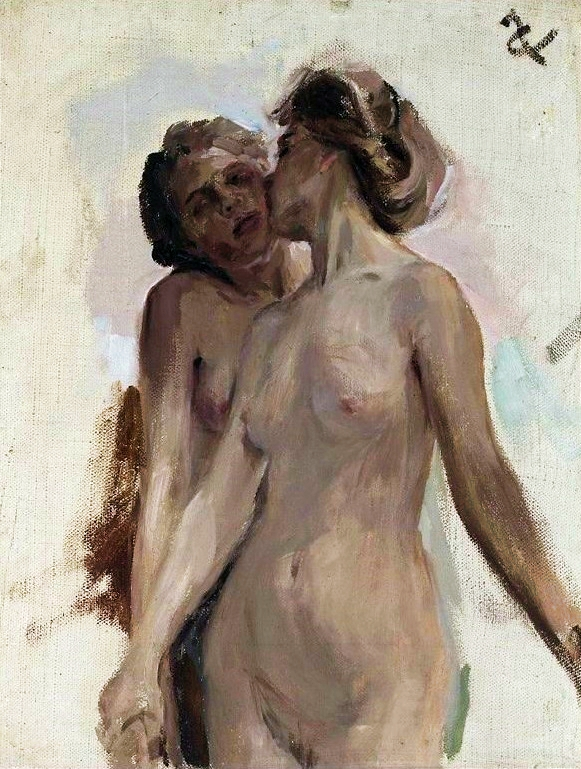
لزبین شهوانی اواخر قرن نوزدهم (موزه ملی ورشو در ورشو، لهستان)

تن‌کامگی یا اِرُتیسم (به فرانسوی: Érotisme) اندیشه‌ای فلسفی‌ست؛ که به زیبایی‌شناسی خواهش جنسی، هوس و احساس عشق می‌پردازد. این کیفیت ممکن است در هر شکل از آثار هنری، از جمله نقاشی، مجسمه‌سازی، عکاسی، درام، فیلم، موسیقی یا ادبیات و شعر یا حتی تبلیغات یافت شود. این واژه همچنین ممکن است به حالت برانگیختگی جنسی یا پیش‌بینی چنین چیزی اشاره داشته باشد - یک انگیزه جنسی و حسی عاشقانه، میل یا الگوی افکار پایدار و کاملاً متفاوت با پورنوگرافی است.
همان‌طور که اونوره دو بالزاک، رمان‌نویس فرانسوی اظهار داشت، اروتیسم نه تنها به اخلاق جنسی افراد بستگی دارد، بلکه به فرهنگ و زمان اقامت فرد نیز بستگی دارد.